# Beyond the Wandering Moon
Beyond the Wandering Moon är det norska black metal-bandet Aeternus första studioalbum, utgivet 1997 av skivbolaget Hammerheart Records.

## Låtlista
1. "Under the Blade of the Dead" – 2:08
2. "Sworn Revenge" – 6:35
3. "White Realm" – 6:36
4. "Sentinels of Darkness" (Aeternus/C.O.D.) – 8:54
5. "Embraced" – 7:18
6. "Vind" – 7:06
7. "Waiting for the Storms" – 5:57
8. "Winter Tale" – 8:14
9. "To Enter the Realm of Legend" – 7:53
10. "Celtic Harp Solo (The Last Feast)" (Trad.) – 4:23

Text och musik: Aeternus (utom spår 4 & 10)

## Medverkande
Musiker (Aeternus-medlemmar)
- Vrolok (Erik Hæggernes) – trummor
- Ares (Ronny Brandt Hovland) – sång, gitarr
- Morrigan (Nicola Trier) – basgitarr, keyboard, piano

Bidragande musiker
- Svartalv (Kenneth Svartalv Skibrek Halvorsen) – sång (spår 5 & 6)
- K.N. (Kristian Nordeide) – keltisk harpa (spår 10)

Produktion
- Pytten (Eirik Hundvin) – producent, ljudtekniker
- Jørgen T. (Jørgen Træen) – ljudmix
- Morrigan – omslagsdesign
- Eyeball Explosion – foto

### Fotnoter
1. ↑  Beyond the Wandering Moon på discogs.com